# Panphagia
A Panphagia a sauropodomorpha dinoszauruszok egyik neme, amely a középső triász korban, (az ICS szerint) a ladini korszakban (az Amerikai Geológiai Szövetség (Geological Society of America) szerint a késő triász kor kora karni alkorszakában), mintegy 231 millió évvel ezelőtt élt Északnyugat-Argentína területén. A Panphagia leírása 2009-ben készült el. Neve az ógörög pan ('minden') és phagein ('enni') szavak összetételéből származik, és az állat mindenevő életmódjára utal. A Panphagia az egyik legkorábbi ismert dinoszaurusz, és talán a korai sauropodomorpha dinoszauruszok étrendjének megváltozását jelzi.

## Felfedezés

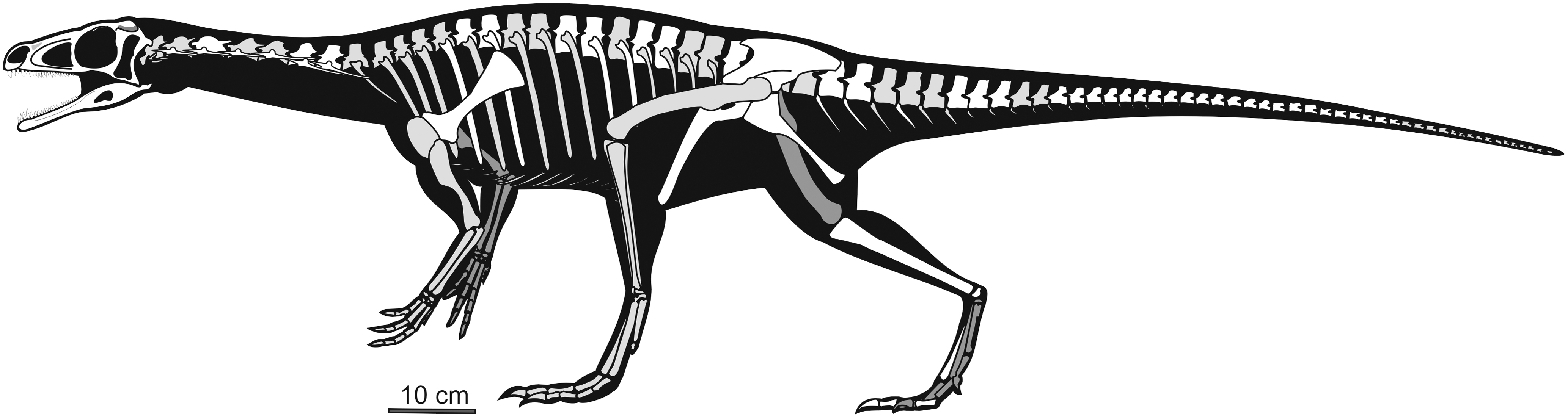
A Panphagia protos rekonstruált csontvázának sziluettje

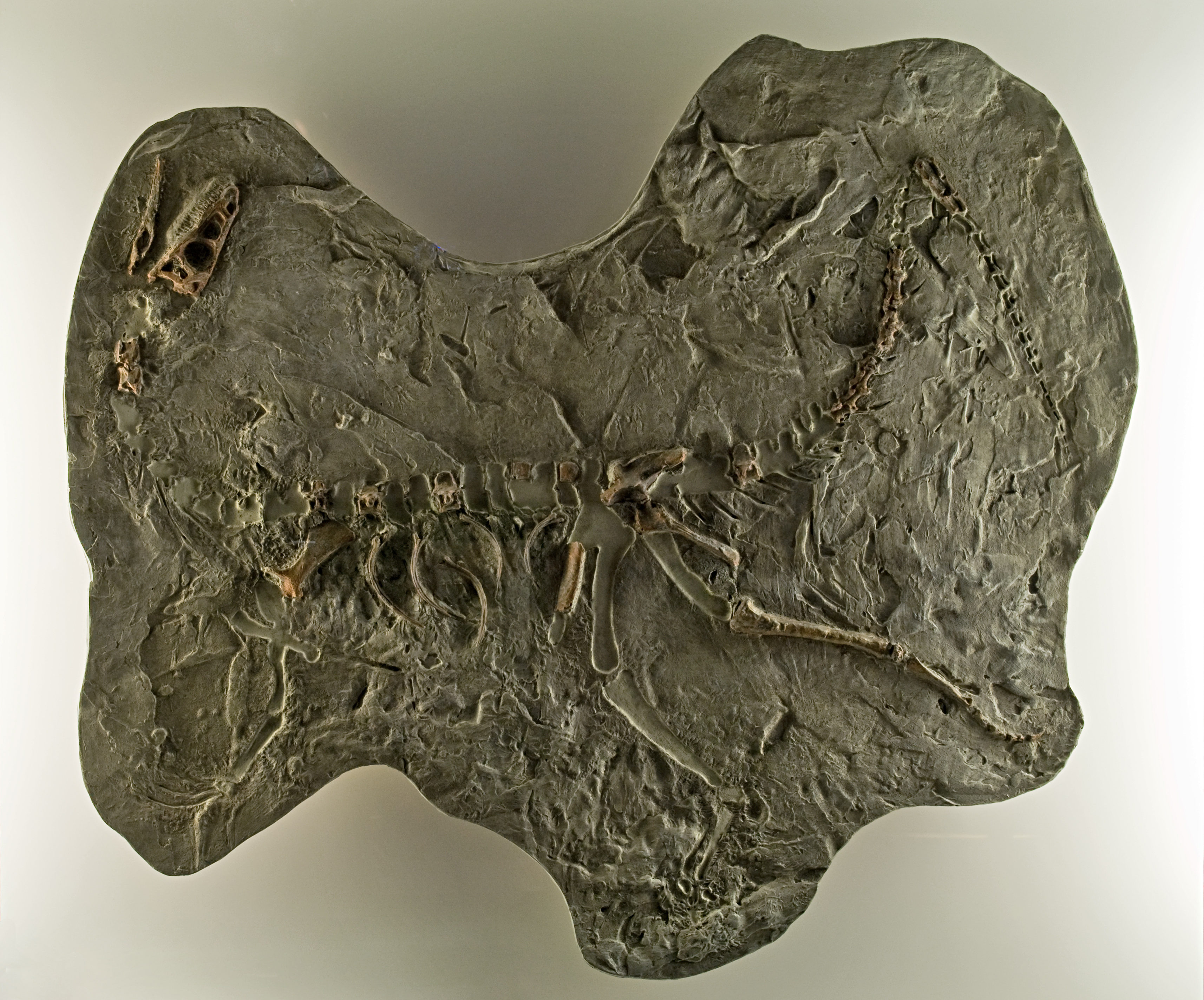
A fosszíla rekonstrukciója

A Panphagia fosszíliáit 2006 végén fedezték fel az Ischigualasto-formáció kőzeteiben. a Ischigualasto Tartományi Parkban, az argentínai San Juan tartományban levő Valle Pintado-ban. A csontokat egy 231,4 millió éves hamuréteg szintjén találták meg, ami azt jelzi, hogy a késő triász kor karni korszakának elején élt. A Panphagia jelenleg a PVSJ 874 katalógusszámú lelet, egy majdnem felnőtt, körülbelül 1,30 méter hosszú egyed összefüggő részleges csontváza alapján ismert. A koponya részletei, a csigolyák, a vállöv és a hátsó láb csontjai is megőrződtek. A sárgás-vöröses-barna fosszíliák egy zöldes színű homokkő mátrixba ágyazódtak, a preparálásuk és leírásuk pedig több évet vesz igénybe.

## Osztályozás
A Panphagia leírását az argentínai San Juanban levő Museo de Ciencias Naturales két őslénykutatója, Ricardo N. Martínez és Oscar A. Alcober készítette el 2009-ben. Kladisztikus elemzést végezve arra az eredményre jutottak, hogy ez a legbazálisabb ismert sauropodomorpha dinoszaurusz: a fosszíliák egyes jellegzetességei, például az ülőcsont hasonlóságai, az ugrócsont és a lapocka a korai sauropodomorphánál, a Saturnaliánál is megtalálhatók. A fosszíliáknál még a korai húsevő hüllőmedencéjűre, az Eoraptorra jellemző tulajdonságok is megfigyelhetők, mint például az üreges csontok, a fogak és a test arányai. Az elemzés valamint a Panphagia és legközelebbi rokona fosszíliáinak összehasonlítása alapján Martínez és Alcober arra a következtetésre jutottak, hogy a hüllőmedencéjű dinoszauruszok evolúciója kis, futó életmódot folytató, a Panphagiához hasonló állatokkal kezdődött, és hogy az „e bazális dinoszauruszok közötti általános hasonlóság [alapján] több szerkezeti változás” átmenetet képez a Panphagia, az Eoraptor és két, még leírásra váró bazális theropoda között.
A Panphagia típusfaja a P. protos, melynek jelentése 'az első', a taxon bazális pozíciójára utalva.

## Étrend

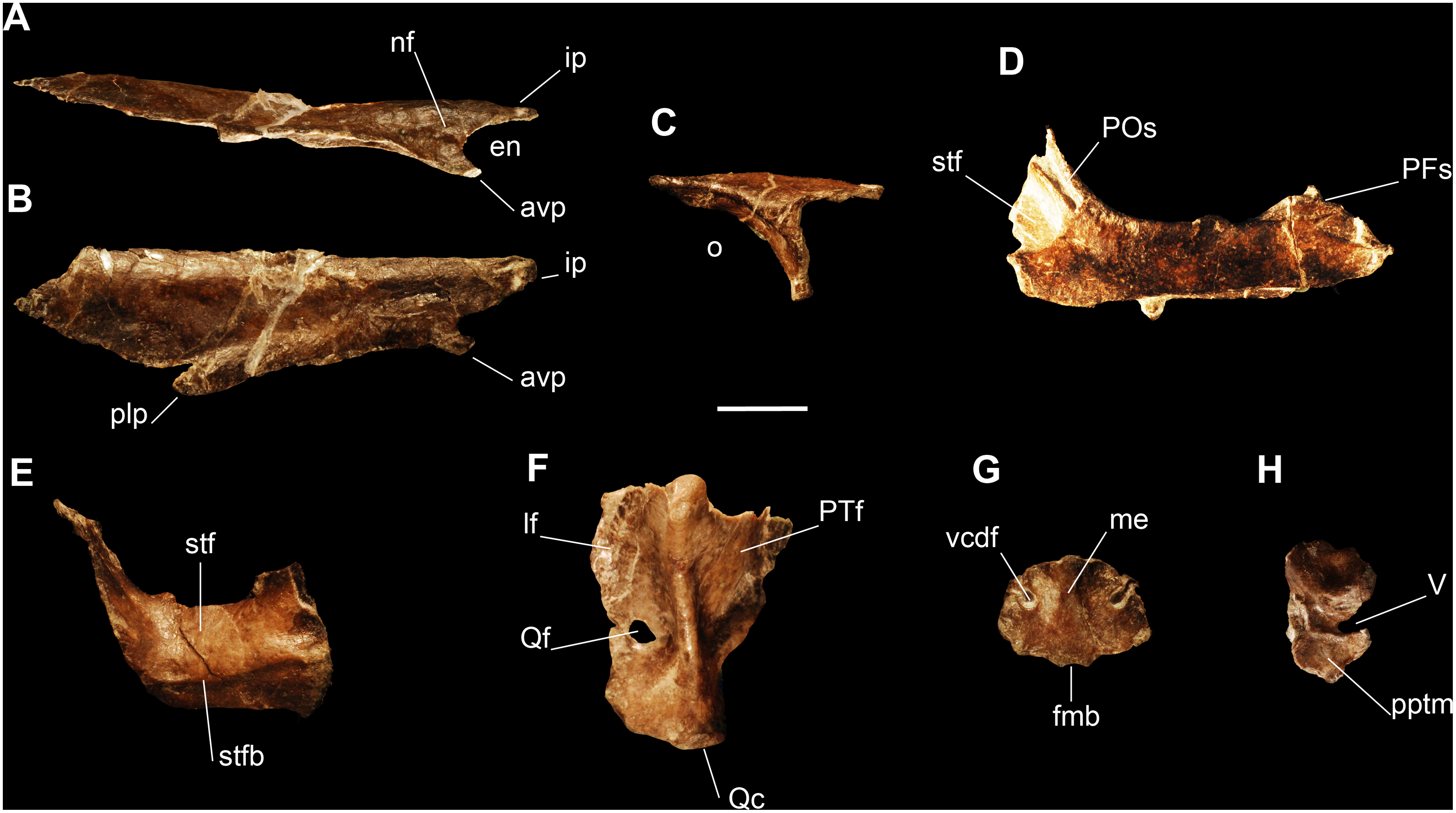
A Panphagia protos (a PVSJ 874 katalógusszámú lelet) megőrződött koponyacsontjai

A Panphagia a fogai alapján feltehetően mindenevőként élt, átmeneti formát képezve a többnyire húsevő theropodák és a növényevő sauropodomorphák között. Az állkapocs hátsó részén levő fogak rövidebbek, mint az elülsők, levél formájúak és sokkal recézettebbek.

## Fordítás
Ez a szócikk részben vagy egészben a Panphagia című angol Wikipédia-szócikk ezen változatának fordításán alapul.  Az eredeti cikk szerkesztőit annak laptörténete sorolja fel. Ez a jelzés csupán a megfogalmazás eredetét és a szerzői jogokat jelzi, nem szolgál a cikkben szereplő információk forrásmegjelöléseként.